# Zuidrijns voetbalkampioenschap 1907/08
In 1907/08 werd het zesde Zuidrijns voetbalkampioenschap gespeeld, dat georganiseerd werd door de West-Duitse voetbalbond. 
Alemannia Aachen werd kampioen en plaatste zich voor de West-Duitse eindronde. De club verloor in de halve finale van FC 1894 München-Gladbach. 

## 1. Klasse
| Plaats | Club                | Wed. | W | G | V | Saldo | Ptn. |
| ------ | ------------------- | ---- | - | - | - | ----- | ---- |
| 1.     | FC Alemannia Aachen | 8    | 5 | 2 | 1 | 12:7  | 12:4 |
| 2.     | Cölner FC 1899      | 8    | 5 | 1 | 2 | 28:19 | 11:5 |
| 3.     | Cölner BC 01        | 8    | 2 | 2 | 4 | 21:18 | 6:10 |
| 4.     | FC Germania Düren   | 8    | 3 | 0 | 5 | 15:25 | 6:10 |
| 5.     | Bonner FV 01        | 8    | 2 | 1 | 5 | 19:26 | 5:11 |

|  | Kampioen |

## 2. Klasse

### Groep A
| Plaats | Club                   | Wed.           | W              | G              | V              | Saldo          | Ptn.           |
| ------ | ---------------------- | -------------- | -------------- | -------------- | -------------- | -------------- | -------------- |
| 1.     | FC Borussia 1899 Cöln  | 8              |                |                |                | 21:06          | 13:03          |
| 2.     | FC Rhenania 1900 Cöln  | 8              |                |                |                | 15:15          | 11:05          |
| 3.     | Cölner SpV 1902        | 8              |                |                |                | 13:08          | 10:06          |
| 4.     | FC Alemannia Aachen II | 8              | 2              | 0              | 6              | 16:14          | 04:12          |
| 5.     | FC Lindenthal 1903     | 8              | 0              | 0              | 8              | 02:24          | 00:16          |
| 6.     | Dürener FC 1903        | Teruggetrokken | Teruggetrokken | Teruggetrokken | Teruggetrokken | Teruggetrokken | Teruggetrokken |

|  | Geplaatst voor de finale |

### Groep B
| Plaats | Club                | Wed.           | W              | G              | V              | Saldo          | Ptn.           |
| ------ | ------------------- | -------------- | -------------- | -------------- | -------------- | -------------- | -------------- |
| 1.     | Bonner FV 01 II     | 8              |                |                |                | 18:08          | 14:02          |
| 2.     | Cölner FC 1899 II   | 8              |                |                |                | 31:15:00       | 11:05          |
| 3.     | Cölner BC 1901 II   | 8              |                |                |                | 15:14          | 09:07          |
| 4.     | FC Germania 01 Bonn | 8              |                |                |                | 08:10          | 06:10          |
| 5.     | FC Kalk 1905        | 8              | 0              | 0              | 8              | 06:31          | 00:16          |
| 6.     | FC Normannia Bonn   | Teruggetrokken | Teruggetrokken | Teruggetrokken | Teruggetrokken | Teruggetrokken | Teruggetrokken |
| 7.     | FC Germania Kalk    | Teruggetrokken | Teruggetrokken | Teruggetrokken | Teruggetrokken | Teruggetrokken | Teruggetrokken |

### Finale
Heen
|  |                 |       |                       |  |
|  | Bonner FV 01 II | 5 – 2 | FC Borussia 1899 Cöln |  |
|  |                 |       |                       |  |

Terug
|  |                       |       |                 |  |
|  | FC Borussia 1899 Cöln | 2 – 2 | Bonner FV 01 II |  |
|  |                       |       |                 |  |